# Tổ chức Hợp tác Kinh tế Biển Đen
Tổ chức Hợp tác Kinh tế Biển Đen (tiếng Anh: Organization of the Black Sea Economic Cooperation, viết tắt là BSEC) là một khu vực tổ chức quốc tế tập trung vào các sáng kiến chính trị và kinh tế đa phương nhằm tăng cường hợp tác, hòa bình, ổn định và thịnh vượng trong khu vực Biển Đen. Nó bắt nguồn từ ngày 25 tháng 6 năm 1992, khi Tổng thống Thổ Nhĩ Kỳ Turgut zal và các nhà lãnh đạo của mười quốc gia khác tập trung tại Istanbul và ký Tuyên bố Hội nghị Thượng đỉnh và "Tuyên bố Bosphorus". Trụ sở BSEC - Ban Thư ký Quốc tế Thường trực của Tổ chức Hợp tác Kinh tế Biển Đen (BSEC PERMIS) - được thành lập vào tháng 3 năm 1994, cũng tại Istanbul.
Với việc bắt đầu có hiệu lực của Hiến chương vào ngày 1 tháng 5 năm 1999, BSEC có được bản sắc pháp lý quốc tế và được chuyển đổi thành một tổ chức kinh tế khu vực chính thức: Tổ chức Hợp tác Kinh tế Biển Đen. Với sự gia nhập của Serbia (sau đó là Serbia và Montenegro) vào tháng 4 năm 2004, các quốc gia thành viên của Tổ chức đã tăng lên mười hai.
Một khía cạnh quan trọng trong các hoạt động của BSEC là sự phát triển của các doanh nghiệp vừa và nhỏ ở các nước thành viên. Liên quan đến những vấn đề này, một loạt các hội thảo đã được tổ chức với sự hợp tác của Konrad Adenauer Foundation và ERENET.

## Thành viên

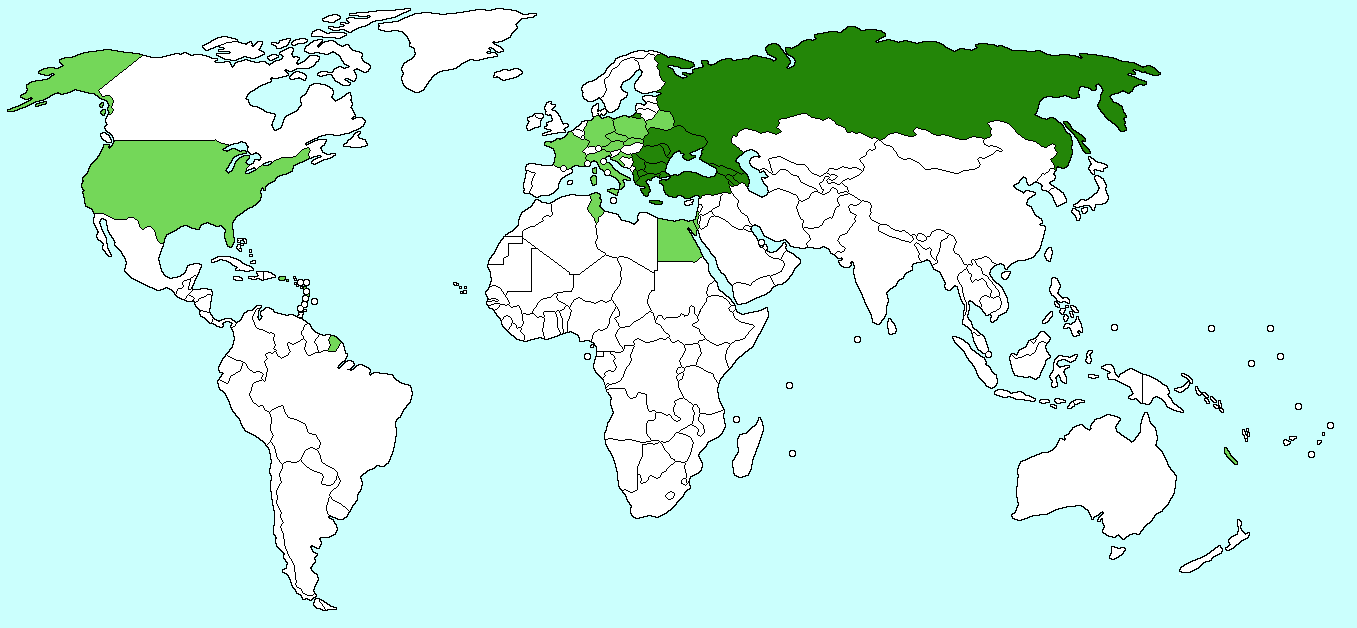
Các nước thành viên của BSEC
Các nước Quan sát viên BSEC

Thành viên sáng lập:
- Albania
- Armenia
- Azerbaijan
- Bulgaria
- Gruzia
- Hy Lạp
- Nga
- Moldova
- România
- Thổ Nhĩ Kỳ
- Ukraina

Thành viên sau này:
- Serbia

## Ngân hàng nhà nước
Vào ngày 24 tháng 1 năm 1997, Ngân hàng Thương mại và Phát triển Biển Đen được thành lập như một tổ chức tài chính của tổ chức. Ông tham gia phát triển kinh tế và hỗ trợ hợp tác khu vực, thương mại, đảm bảo tài chính, tham gia hỗ trợ các dự án của cả công ty tư nhân và nhà nước cho các nước thành viên.